# Оксидихлорид ниобия(IV)
Оксидихлорид ниобия(IV) — неорганическое соединение, оксосоль металла ниобия и соляной кислоты с формулой NbOCl2, чёрные кристаллы.

## Получение
- Длительное выдерживание смеси ниобия, хлорида ниобия(V) и оксидом ниобия(V) в градиенте температур:

{\displaystyle {\mathsf {Nb+Nb_{2}O_{5}+2NbCl_{5}\ {\xrightarrow {350-370^{o}C}}\ 5NbOCl_{2}}}}
- Нагревание смеси хлорида ниобия(V) и оксидом ниобия(V) в токе водорода в градиенте температур 400—500 °С.

## Физические свойства
Оксидихлорид ниобия(IV) образует чёрные кристаллы моноклинной сингонии, пространственная группа C 2, параметры ячейки a = 1,279 нм, b = 0,393 нм, c = 0,670 нм, β = 105°, Z = 4.